# Mélanie Léger
Mélanie Léger est une dramaturge, scénariste, réalisatrice et comédienne acadienne originaire de Shédiac, au Nouveau-Brunswick. Active dans le milieu des arts de la scène et de l’audiovisuel depuis le début des années 2000, elle a écrit plusieurs pièces de théâtre produites au Canada et a contribué à des projets en cinéma et en télévision. Elle est également professeure et animatrice d’ateliers en écriture dramatique et en mise en scène.

## Carrière

### Théâtre
Mélanie Léger est l’autrice de nombreuses pièces présentées sur des scènes acadiennes et canadiennes, dont :
- Becca[4] - Théâtre Populaire d’Acadie en coproduction avec Theatre New Brunswick, 2024
  - Mise en scène Geneviève Pineault
- La visite du cimetière - Société culturelle Labatture, 2020
  - Mise en scène Stacy Arsenault
- Tsunami[5] - Théâtre l’Escaouette, 2019 [6]
  - Mise en scène Philippe Soldevila
- Ally et la forêt - Coautrice -  Théâtre Alacenne, 2015-2017
  - Mise en scène collective avec la collaboration de Jim Morrow
- À la dérive/ Adrift - Canada 300 WaterMarks Theatre, 2015
  - Mise en scène Robert Tsonos
- Banane Fête - Théâtre Alacenne, 2011-2013
  - Mise en scène Mélanie Léger
- Aurel aux quatre vents [7]- Coautrice - Théâtre Populaire d’Acadie, 2010-2013
  - Mise en scène Mathieu Chouinard
- Le nez de la sorcière (libretto d’opéra pour enfant)[8] - Opera RoadShow, 2010 / 2017 
  - Musique Dean Burry, mise en scène Caroline Schiller
- Je…Adieu - Théâtre l’Escaouette et Théâtre de Quartier, 2010-2015 
  - Mise en scène Louis-Dominique Lavigne
- Vie d’cheval - Théâtre l’Escaouette - Co-autrice - 2008-2012 
  - Mise en scène Marcia Babineau
- Floconville…À 5 heure du matin - Théâtre Alacenne et Productions l’Entrepôt, 2007 
  - Mise en scène René Poirier
- Sous le Guy (souper-théâtre) - Productions l’Entrepôt, 2005 
  - Mise en scène collective avec la collaboration d’André Roy
- Roger, Roger - Théâtre l’Escaouette, 2005-2006
  - Mise en scène Louis Dominique Lavigne
- Aline en Amérique - Mise en lecture au Festival à Haute Voix, 2019
- Laura de Montréal - Texte utilisé dans le cadre de cours d’interprétation au Département d'art dramatique de l'Université de Moncton / Mise en lecture au Festival à Haute Voix 2007 / Festival du Jamais Lu, 2006

Plusieurs de ses œuvres ont été publiées aux éditions Prise de Parole, notamment Tsunami (2021), Je… Adieu suivi de Vie d’cheval (2011), et Roger, Roger (2009).

### Cinéma et télévision
Mélanie Léger est également active dans le domaine audiovisuel, où elle écrit, réalise et produit des films et des séries documentaires
- En gestation - Scénariste - 2024
  - Long-métrage fiction (en développement), Bellefeuille Production
- Cousu - Scénariste - 2023-2024
  - Série documentaire internationale, Connections Productions
- Des étoiles plein les yeux[12] - Réalisatrice et scénariste - 2023
  - Long métrage documentaire[13], Bellefeuille Production
- Notre Dame de Moncton, de Denise Bouchard [14]- Scénariste - 2022
  - Long-métrage fiction[15] (Téléfilm Canada), Bellefeuille Production
- Les quatre coins de l’assiette[16] - Scénariste - 2021 à 2023
  - Série documentaire, Connections Productions
- Mon baptême de sourde[17] - Coscénariste - 2021
  - Long métrage documentaire[18] (réalisation Emilie Peltier et Julien Cadieux), Productions du Milieu
- Cadeau de la vie (en production) - Coscénariste - 2021
  - Long métrage documentaire (réalisation André Roy), Productions l’Entrepôt
- Une rivière métissée[19] - Scénariste - 2020
  - Long métrage documentaire[20] (réalisation Julien Cadieux), Productions du Milieu
- 54 North[21] - Scénariste, coréalisatrice et productrice - 2019 
  - Court-métrage fiction indépendant
- C’est fini?/Is it finished? - Scénariste, coréalisatrice - 2016
  - Court-métrage documentaire indépendant, FICFA
- Emma fait son cinéma[22] - Scénariste et réalisatrice - 2013
  - Court-métrage documentaire 16 min. ONF
- Drôle de chapeau ! [23]- Scénariste et réalisatrice - 2007
  - Court-métrage fiction 13 min. ONF

### Autres contributions
Mélanie Léger a cofondé et codirigé le Théâtre Alacenne de 2003 à 2016, où elle a contribué à la création et à la diffusion de spectacles. Elle est aussi engagée dans la formation artistique, ayant animé des ateliers au Canada et à l’international (Chili, Cameroun, Guyane française, Guatemala).

### Formation
- Maîtrise en théâtre, Université du Québec à Montréal (2013)
- Baccalauréat en art dramatique, Université de Moncton (2005)
- Programme télévision – Profil scénariste, Institue nationale de l'image et du son (L’INIS) (2015)

### Distinctions
- 2022 - Prix Antonine-Maillet-Acadie-Vie – Tsunami[24]
- 2014 - Prix TV5 - Meilleure œuvre francophone[25], Rendez-vous Québec cinéma (RVCQ) – Emma fait son cinéma[26]
- 2022[27] et 2006 - Nomination aux Prix Éloizes, Association acadienne des artistes professionnels du Nouveau-Brunswick (AAAPNB)

### Engagements et intérêts
Mélanie Léger a siégé au conseil d’administration du Front des réalisateurs indépendants du Canada (2021-2024) et de l’Association acadienne des artistes professionnels du Nouveau-Brunswick (2015-2021). En parallèle, elle pratique le hatha yoga, le jardinage et la danse sociale, notamment le tango argentin.